# Eugen Brutschin
Eugen Brutschin (* 16. Februar 1894; † unbekannt) war ein deutscher Fußballspieler.

## Karriere
Eugen Brutschin spielte von 1912 bis 1923 Fußball für die Stuttgarter Kickers. Am 2. April 1913 stand er in der Formation der Kickers im Viertelfinalspiel der Endrunde um die Deutsche Meisterschaft 1913 gegen den Duisburger SpV. Die Kickers unterlagen mit 1:2. Zudem war Brutschin Auswahlspieler Süddeutschlands und Träger der Ehrennadel des Süddeutschen Fußball-Bundes. Am 17. Januar 1923 verließ Brutschin Deutschland, um sich in Texas in den Vereinigten Staaten niederzulassen. 1928 kehrte der gelernte Kaufmann nach Stuttgart zurück.